# Serious (canción)
«Serious» —en español: «Serio»— es el vigesimosexto sencillo de la banda británica de new wave Duran Duran, lanzado por EMI en septiembre de 1988. "Serious" fue el segundo sencillo publicado del álbum Liberty.

## La canción
"Serious" es una sencilla canción de Rock, con los acordes Cm, D# y F, en la mayor parte de la canción. Para cuando el sencillo fue lanzado, el interés en el álbum Liberty ya había disminuido. Pobre promoción, incluyendo la decisión de no gira en apoyo del álbum, encabezó la única para detener el puesto # 48 en las listas del Reino Unido. Este fue el peor de los gráficos de la banda, solo hasta ese momento había sido el peor "Careless Memories" con once lugares mejor posicionado que "Serious" en las listas británicas, en el año 1981.

## Video musical
El video en blanco y negro, fijado en un circo, fue dirigida por el dúo Big TV!, Y la participación de la modelo Tess Daly. El video es uno de los favoritos entre los fanes de la relajada actitud natural entre los miembros de la banda a medida que tocan sus instrumentos, a veces provocando entre sí en una carcajada. Una versión multi-ángulo del vídeo está disponible en el DVD más grande en 2003, aprovechando la característica de múltiples ángulos disponible en algunos reproductores de DVD.

## Formatos y canciones
– Sencillo en 7": EMI
1. «Serious» (Versión sencillo) – 3:56
2. «Yo Bad Azizi» – 3:03

 – Sencillo en 12": EMI
1. «Serious» (Versión sencillo) – 3:56
2. «Yo Bad Azizi» – 3:03
3. «Water Babies» – 5:35

- CD: Part of "Singles Box Set 1986-1995" boxset

1. «Serious» (Versión sencillo) – 3:56
2. «Yo Bad Azizi» – 3:03
3. «Water Babies» – 5:35
4. «All Along the Water» – 3:47

## Posicionamiento en listas

### Listas semanales
| Listas                             | Mejor posición |
| ---------------------------------- | -------------- |
| Reino Unido (UK Singles Chart)     | 53             |
| Estados Unidos (Billboard Hot 100) | 48             |
| Japón                              | 6              |
| Italia (FIMI)                      | 7              |
| Suiza (Schweizer Hitparade)        | 49             |

## Otras apariciones
Álbumes:
- Liberty (1990)
- Singles Box Set 1986-1995 (2005)

## Personal
- Simon Le Bon - Voz
- Nick Rhodes - Teclados, sintetizadores
- John Taylor - Bajo
- Warren Cuccurullo - Guitarra
- Sterling Campbell - Batería

Complementarios:
- Duran Duran - Productores
- John Jones - Productor